# Kolasib (stad)
Kolasib is een census town in het district Kolasib van de Indiase staat Mizoram. 

## Demografie
Volgens de Indiase volkstelling van 2001 wonen er 18.852 mensen in Kolasib, waarvan 51% mannelijk en 49% vrouwelijk is. De plaats heeft een alfabetiseringsgraad van 82%. 